# Dokudów Pierwszy
Dokudów Pierwszy es un pueblo ubicado en la gmina Biała Podlaska, distrito de Biała Podlaska, voivodato de Lublin, Polonia.

## Superficie
Cuenta con una superficie de 9,170 kilómetros cuadrados.

## Demografía
Hasta 2011 la población era de 281 habitantes, con una densidad de población de 30,64 habitantes por kilómetro cuadrado. Estaba conformada por 142 hombres (50,5%) y 139 mujeres (49,5%), según el censo de la Oficina Central de Estadística.